# Erysimum macilentum
Erysimum macilentum är en korsblommig växtart som beskrevs av Aleksandr Andrejevitj Bunge. Erysimum macilentum ingår i släktet kårlar, och familjen korsblommiga växter. Inga underarter finns listade i Catalogue of Life.